# Hoher Landsberg
L'Hohe Landsberg è la seconda montagna più alta dello Steigerwald dopo lo Scheinberg. Si trova a 498 metri sul livello del mare nel distretto amministrativo bavarese della Media Franconia.

## Posizione geografica
L'altura si trova nella parte occidentale del distretto di Neustadt an der Aisch-Bad Windsheim, nella Media Franconia, ed è nota per le rovine del castello di Hohenlandsber che sorgeva al suo apice. La montagna offre una buona vista sui vigneti vicini.